# Bugatti EB218
La Bugatti EB218 est un prototype d'automobile d'élite du constructeur automobile français Bugatti de 1999.

## Historique
Dévoilée au salon international de l'automobile de Genève de 1999, la Bugatti EB218 à transmission intégrale permanente est équipée du moteur 18-cylindres en W et 72 soupapes de la Bugatti EB118, qui affiche 6,25 litres de cylindrée, développe 555 ch, et lui permet d'atteindre les 300 km/h.
Le design de la voiture, conçu par Giorgetto Giugiaro, et son positionnement haut de gamme sont très inspirés des Bugatti EB112 et visent à concurrencer Rolls-Royce, Bentley et autres Maybach.
La Bugatti EB 218 reçoit un somptueux habitacle avec cuirs, bois précieux, cadrans blancs…